# Rufidżi
Rufidżi (Rufiji) – rzeka we wschodniej Afryce, w Tanzanii. Jej długość wynosi około 600 km (licząc od źródeł Luwegu – 1400 km). Powierzchnia jej dorzecza wynosi 178 tys. km².
Rufidżi powstaje z połączenia dwóch rzek: Kilombero i Luwegu. Płynie na północny wschód, aż do miejsca, gdzie przyjmuje swój główny dopływ Great Ruaha, zmieniając kierunek na wschodni. Uchodzi deltą o powierzchni 1300 km² do Oceanu Indyjskiego w okolicach kanału morskiego Mafia (naprzeciw wyspy Mafia). Ujście rzeki porasta las namorzynowy.
Rufidżi jest żeglowna w dolnym biegu na odcinku około 100 km.